# Fethi Savaşçı
Fethi Savaşçı (* 10. Juli 1930 in Birgi, Westtürkei; † 26. Oktober 1989 in München) war ein Münchner Schriftsteller, der in türkischer Sprache arbeitete. 
Savaşçı kam 1965 als Fabrikarbeiter nach Deutschland.
Von den 22 Büchern des Gedichte, Kurzgeschichten und Romane veröffentlichenden Dichters erschienen auch zwei in deutscher Übertragung. Sein Werk behandelt vornehmlich die Arbeitswelt und das Leben ausländischer Arbeiter.
2003 wurde abermals erfolglos eine Initiative gestartet, einer Straße in München seinen Namen zu geben, nachdem 1993 eine Aktion gleichen Ziels, welche Teile der Münchener SPD zu der Zeit unterstützt hatten, zu keinem Ergebnis kam.